# Естер (Горњи Пиринеји)
Естер (фр. Esterre) насеље је и општина у јужној Француској у региону Миди Пирене, у департману Горњи Пиринеји која припада префектури Аржеле Газо.
По подацима из 2011. године у општини је живело 198 становника, а густина насељености је износила 113,79 становника/km². Општина се простире на површини од 1,74 km². Налази се на средњој надморској висини од 760 метара (максималној 1.987 m, а минималној 720 m).

## Демографија
| 1962. | 1968. | 1975. | 1982. | 1990. | 1999. | 2011. |
| ----- | ----- | ----- | ----- | ----- | ----- | ----- |
| 166   | 188   | 151   | 135   | 189   | 199   | 198   |

График промене броја становника у току последњих година